# 马那瓜省
马那瓜省 是尼加拉瓜的一個省，位於該國西部。西臨太平洋，並佔有马那瓜湖的東半部。面積3,672平方公里，2005年人口1,380,300人。首府马那瓜也是該國首都。
下分9市。